# Stone Mountain (North Carolina)
Stone Mountain is een berg van het type inselberg in Alleghany County en Wilkes County in de Amerikaanse staat North Carolina. De berg is het middelpunt van Stone Mountain State Park, een koepel van de blootgestelde graniet (in het bijzonder een kwarts dioriet aan granodioriet) uit de tijd van het Devoon, die heeft ingebroken in het gneis van het Precambrium Alligator Back Formation. Het stijgt fors met meer dan 183 meter boven het omliggende terrein uit. De berg, die een hoogte van 706 meter boven zeeniveau heeft, staat bekend om zijn kale zijkanten en opvallende bruin-grijze kleur, en kan kilometers ver worden gezien. De berg biedt een aantal van de beste rotsklimmogelijkheden in North Carolina.
Omdat de berg het beste voorbeeld is van een inselberg in massief graniet in North Carolina werd het in mei 1974 aangewezen als National Natural Landmark.